# Обикновена чинка
Обикновената чинка (Fringilla coelebs) е дребна и красива пойна птица, срещаща се и в България. Има изразен полов диморфизъм. Понякога се отглежда като декоративна птица.

## Физически характеристики
Обикновената чинка е голяма колкото врабче. През размножителния период главата на мъжкия е трицветна – челото е черно, темето и тилът са сивопепеляви, бузите – меднокафяви. Гърбът и долната страна на тялото са кафяви, кръстът е зеленикав. През останалите сезони горната страна на главата е кафеникава. През крилата има две бели ивици. Женската е с по-светли тонове в оперението. Младите индивиди приличат на женската, но оперението им е пухкаво.

## Разпространение
Разпространена е в Европа, Северозападна Африка, Пр. Азия и Западен Сибир. В северните области е частично прелетна, а в южните – постоянна птица. В България е разпространена широко. Среща се от морското равнище до горната граница на гората. Обитава гори, паркове, градини, дворове в населени места.

## Хранене
Храни се с насекоми, дребни семена и листни пъпки.

## Размножаване
Гнездовият период започва през март. Прави гнездото си високо по дърветата, непосредствено до ствола; изградено е от клонки, коренчета и мъх, отвън е замаскирано с лишеи, а отвътре е меко застлано. Женската снася 4 – 7 синкави или сиви яйца, изпъстрени с ръждивокафяви петна и шарки, които мъти 12 – 13 дена. Малките напускат гнездото след две седмици.